# Codex Palatinus germanicus 8

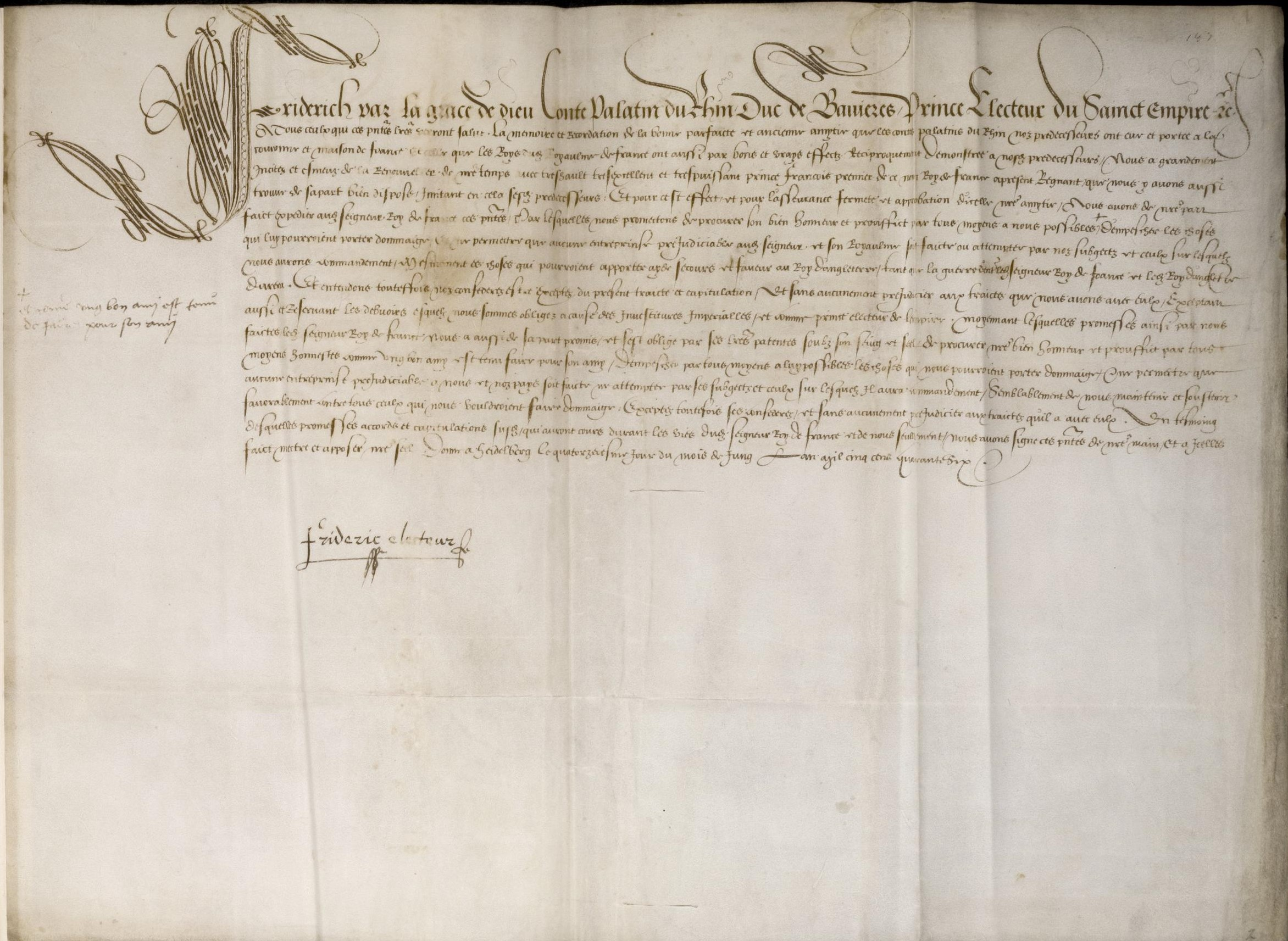
Cod. Pal. germ. 8, Blatt 2r: Vertrag zwischen Kurfürst Friedrich II. von der Pfalz und König Franz I. von Frankreich, 14. Juni 1546

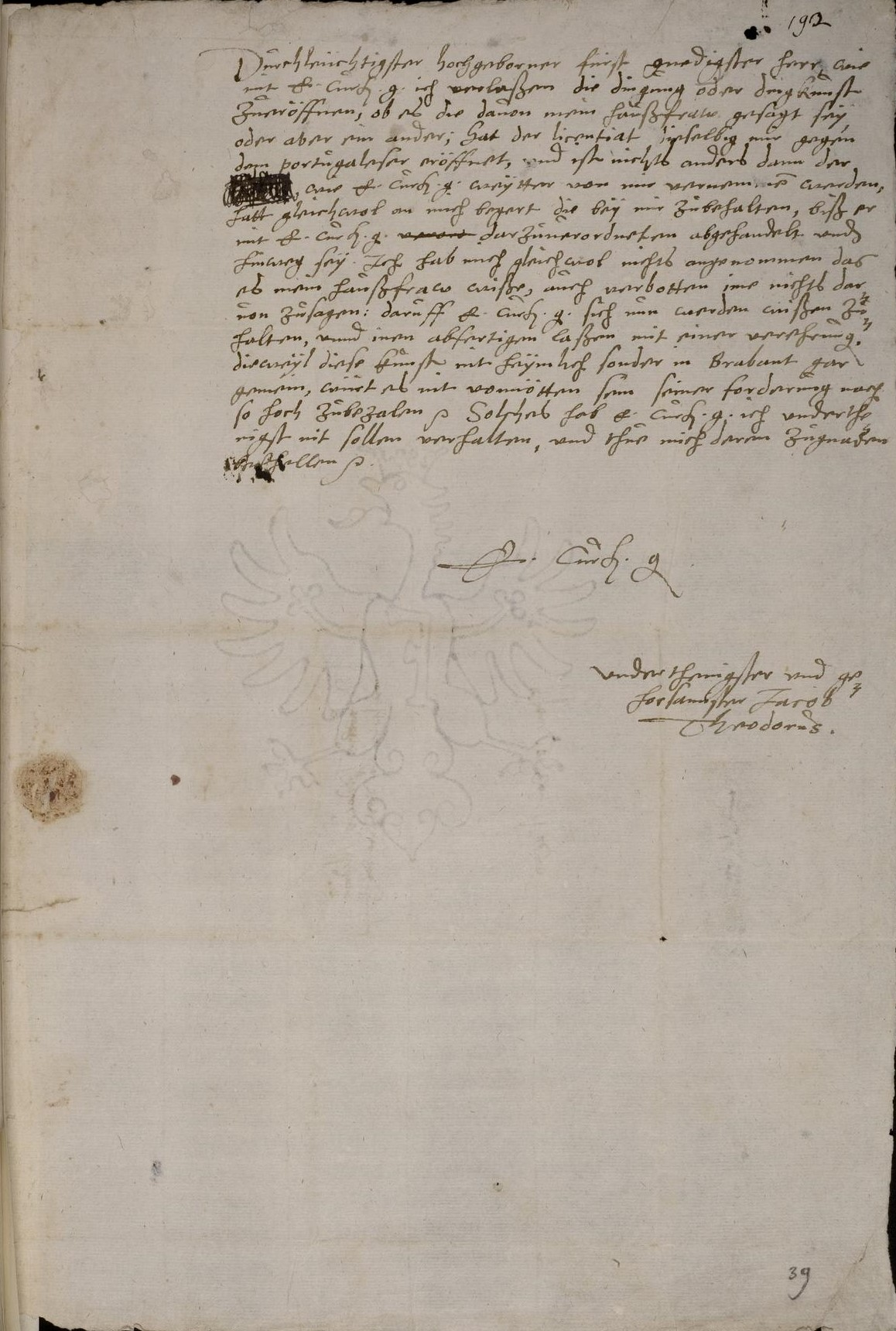
Cod. Pal. germ. 8, Blatt 39r: Brief des Botanikers Jakobus Theodorus aus Bergzabern (Tabernaemontanus) an Kurfürst Friedrich III. von der Pfalz, 12. Januar 1576

Der Codex Palatinus germanicus 8 ist eine frühneuzeitliche Handschrift der ehemaligen Bibliotheca Palatina in Heidelberg. Der Codex gehört zu den Codices Palatini germanici, den deutschsprachigen Handschriften der Palatina, die seit 1816 in der Universitätsbibliothek Heidelberg aufbewahrt werden; Signatur der UB-Heidelberg und gängige fachwissenschaftliche Bezeichnung ist Cod. Pal. germ. 8 (Kurzform: Cpg 8).
Die Sammelhandschrift enthält Briefe und andere Schriftstücke aus dem 16. und 17. Jahrhundert, in erster Linie solche an die pfälzischen Kurfürsten und von jenen.

## Beschreibung

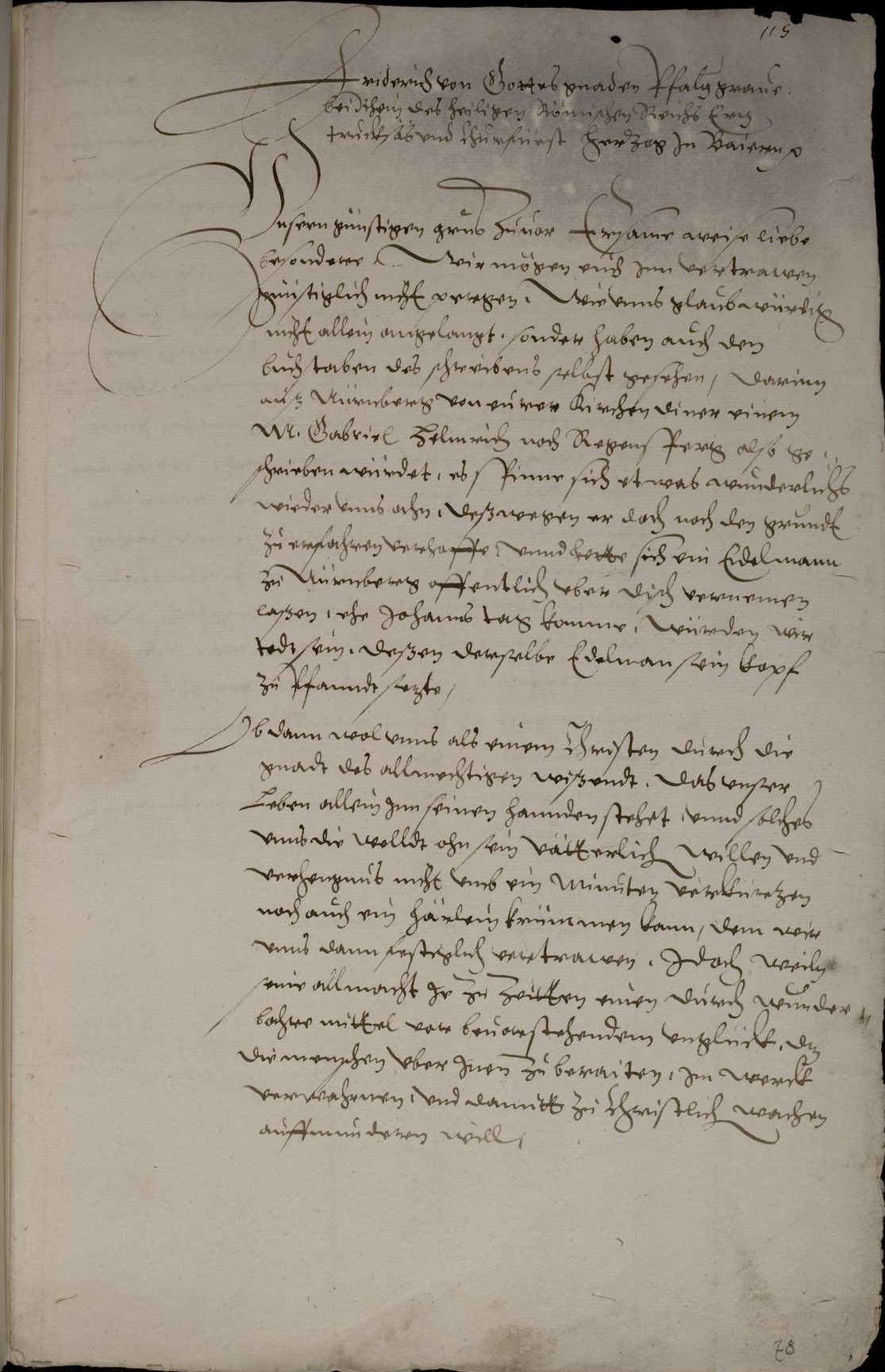
Cod. Pal. germ. 8, Blatt 78r: Brief Kurfürst Friedrichs IV. von der Pfalz an den Bürgermeister und den Rat der Stadt Nürnberg, 1. Mai 1597 (Seite 1 von 2)

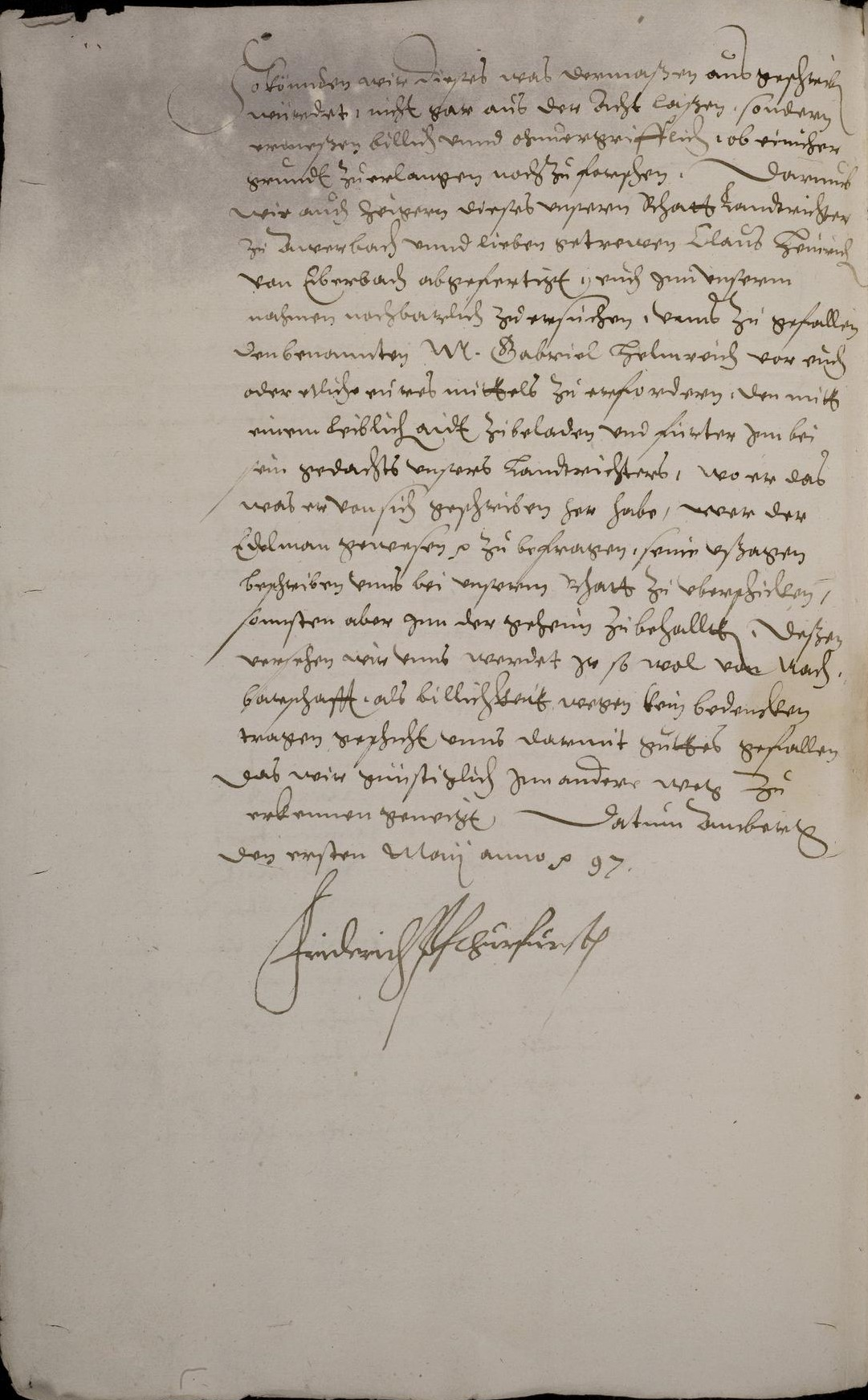
Cod. Pal. germ. 8, Blatt 78v: Brief Kurfürst Friedrichs IV. von der Pfalz an den Bürgermeister und den Rat der Stadt Nürnberg, 1. Mai 1597 (Seite 2 von 2)

Das Material der meisten Dokumente des Codex ist Papier, die Blätter 2 und 258 sind Pergament-Handschriften.
Die insgesamt 338 Blätter dieser Handschrift haben unterschiedliche Formate (Urkunden, Briefe, Zettel). Sie waren früher in 11 oder 12 Faszikeln zusammengebunden. Auf den Seiten der Handschrift finden sich Bleistift-Einträge eines früheren Bearbeiters zur Faszikelzählung (Fasz. 1: Blatt 1ar; Fasz. 2: Blatt 13r; Fasz. 3: Blatt 42ar; Fasz. 4: Blatt 68r; Fasz. 5: Blatt 95r; Fasz. 6: Blatt 129r; Fasz. 7: kein Eintrag gegeben(!); Fasz. 8: Blatt 185r; Fasz. 9: Blatt 211r; Fasz. 10: Blatt 235r; Fasz. 11: Blatt 259r; Fasz. 12: Blatt 279r).
Eine moderne Bleistift-Foliierung zählt die Textseiten von 1 bis 329 durch (Blattrand unten rechts, mitunter oben rechts), ursprünglich waren die Blätter aber anders gereiht, wie sich aus den erhaltenen Resten der älteren römischen Foliierung aus dem 17. Jahrhundert schließen lässt (Blattrand oben rechts). Auf den Seiten der Handschrift ist außerdem mit Bleistift eine Kapiteleinteilung vermerkt, vermutlich aus dem 19. Jahrhundert.
Die Handschrift leidet unter beginnendem, teilweise starkem Tintenfraß; einige Blätter zeigen alten Schimmelbefall.
1908 wurde der Codex beim Heidelberger Hof- und Universitätsbuchbinder Carl Hohmeister restauriert, dabei wurde die Handschrift neu eingebunden, alle Blätter wurden einzeln an Falze gefügt und der Codex bekam einen neuen Halbledereinband mit Rückenschild aus rotem Leder.

## Herkunft
Die ursprünglich mit der Signatur Cod. Pal. germ. 8 versehene Handschrift war im Inventar der Vaticana „als vermisst beziehungsweise als möglicherweise lateinischsprachig verzeichnet“.
Der mit der Katalogisierung und Rückführung der deutschsprachigen Teile der Bibliotheca Palatina aus der Vaticana nach Heidelberg beauftragte Bibliothekar Friedrich Wilken erhielt stattdessen in Rom einen ungebundenen Faszikel mit Text-Dokumenten verschiedener Art (er nennt: Verzeichnis einer Münzsammlung; Beglaubigung über einen Gütertransport; diverse Rezepte). Diese von Wilken 1817 genannten Inhalte der Handschrift stimmen aber nicht mit den später (Wille 1903; Zimmermann 2003) katalogisierten Inhalten überein, warum das so ist, ist ungeklärt. Die seit 1903 katalogisierten Inhalte der Sammelhandschrift sind Briefe und Urkunden aus dem kurpfälzischen Staatsarchiv bzw. aus der Kanzlei der Kurfürsten.
Wie die anderen Handschriften der kurfürstlich-pfälzischen Bibliotheken kam der Codex nach der Eroberung der Kurpfalz im Dreißigjährigen Krieg 1622 nach Rom in den Besitz der Vatikanischen Bibliothek und wurde mit den anderen deutschsprachigen Beständen der Palatina im Rahmen der Regelungen während des Wiener Kongresses erst 1816 nach Heidelberg zurückgeführt.

## Inhalte
Die Sammelhandschrift enthält mehr als 300 Dokumente zur kurpfälzischen Geschichte, meist Briefe, aber auch Urkunden, Bestallungen, Quittungen und Rechnungen.
Darunter finden sich Korrespondenzen der pfälzischen Kurfürsten Friedrich II. (reg.: 1544–1556; Blätter 1r–33v), Friedrich III. (reg.: 1559–1576; Blätter 34r–42v), Friedrich IV. (reg.: 1583–1610; Blätter 52r–84v) und Friedrich V. (reg.: 1610–1623; Blätter 87r–135v), des Administrators der Kurpfalz, Johann Casimir (Regentschaft 1583–1592; Blätter 42br–51v), sowie des niederländischen Kartographen und Ingenieurs Johan van den Corput (1542–1611; Blätter 301r–329r), außerdem Briefe von Amélia d’Orange (1581–1657; Blätter 96r–114r) an Friedrich V., Briefe Herzog Johanns von Zweibrücken (1584–1635) an sein Mündel Friedrich V. und Herzog Johann Casimirs von Zweibrücken (1589–1652) an Friedrich V. (Blätter 116r–123r), sowie Briefe der Pfalzgräfin Christine (1573–1619, Tochter Kurfürst Ludwigs VI. von der Pfalz) an Friedrich V. (Blätter 126r–131v).